# (27923) 1996 XJ32
1996 أكس جاي 32 (ويعرف أيضًا باسم (27923) 1996 أكس جاي 32 وفق تسمية الكوكب الصغير) (بالإنجليزية: 1996 XJ32)‏ هو كويكب ضمن حزام الكويكبات؛ وترتيبه 27923 من حيث الاكتشاف.
اكتُشف هذا الجُرم الفلكي بواسطة ماورا تومبيلي ‏ في 4 ديسمبر 1996.

## وصلات خارجية
- (27923) 1996 XJ32 في قاعدة بيانات مختبر الدفع النفاث لأجرام النظام الشمسي الصغيرة

- الاكتشاف · مخطط المدار ·  العناصر المدارية · المعلمات المادية

- (27923) 1996 XJ32 على موقع ويكي سكاي: DSS2, SDSS, GALEX, IRAS, Hydrogen α, X-Ray, Astrophoto, Sky Map, Articles and images